# هوراس
هوراس با نام کامل کوینتوس هوراتیوس فلاکوس (به لاتین: Quintus Horatius Flaccus)‏ (۶۵–۸ ق. م) از شاعران سرشناس دوران جمهوری روم و امپراتوری روم است. در دهکده و نوزیا در آپولیا به دنیا آمد ظاهراً پدرش برده آزاد شده‌ای بود که به ماهی فروشی یا تحصیلداری مالیاتی اشتغال داشت و برای فرزند خویش وسائل تحصیل معانی و بیان را در رم و فلسفه را در آتن فراهم کرد. هوراس در ۲۵ سالگی با ویرژیل آشنا و به مسناس معرفی شد و بعد از مدتی دربه‌دری و فقر در ۴۵ کیلومتری رم به امر مسناس مزرعه‌ای به او داده شد.
هوراس مردی کوتاه و چاق و مغرور و در عین حال خجالتی بود، با اینکه نمی‌توانست به طبقات بالا راه یابد با عامه مردم میانه خوشی نداشت. هوراس که آسایش خیالی از لحاظ معیشت بدست آورده بود به خلق آثار ادبی به‌طور جدی پرداخت و با سود جستن از آثار قدما و آداب و عادات زندگی روزمره رومیان با هوس‌ها و آرزوها و خوبی‌ها و بدی‌هایشان دو هجونامه در بین سالهای ۳۴ و ۳۰ ق. م بر وزن هشت هجائی سرود و به قدری در کار توصیف مردم در حرفه‌های گوناگون مهارت به خرج داد که از خواندن اشعار وی احساسات و خوبی و بدی آنان را می‌توان لمس کرد. شکمبارگی، آزمندی و شیطنت مردم شهر رم در اشعار هوراس به خوبی وصف گشته‌است. هوراس در اشعار خویش از خود و دیگران انتقاد می‌کند و اخلاق زشت و شهوت پرستی رومیان و آزمندی و حرص و ولع آن‌ها را وصف می‌کند.
در سال ۳۹ ق. م منظومه‌ای در وزن دو هجائی (ترجیع بندها) خشن و تقریباً کم‌مایه‌تر از آثار قبلی خود پیرامون روابط زن و مرد سرود، گویی این منظومه پرتوی از زندگی رو به انحطاط شهرنشینان رومی است و خود را در کشتی شکسته‌ای بی‌مقصد و مقصود می‌یابد.
او درحالی‌که غرق در بیکارگی، می‌گساری روزگار می‌گذراند از زندگی آرام و خوش روستائی سخن می‌گفت و بیشتر به خارج شهر و مزرعه خویش پناه می‌جست و با کارگران ساده‌ای که در مزرعه‌اش کار می‌کردند طرف صحبت می‌شد و آنقدر در آنجا می‌ماند که یاران شهریش را گویی فراموش کرده‌است.
هوراس از شیوه‌های شعری و افکار شاعران یونانی سود فراوان می‌جست و در اشعارش از زندگی زودگذر و از خیالات دور و دراز هوس‌آلود جاهلانه سخن می‌گفت و دربارهٔ عشق و شراب، دین و دولت، مرگ و زندگی نیز مضامین جالب آورده‌است.
اشعار هوراس و شاعران معاصر او چندان با شکوه و فیلسوفانه و متصف به صنعت سهل و ممتنع است که شور و ظرافت از آن‌ها پرتوافکنی می‌کند حتی این شکوه در قصاید نیز به چشم می‌خورد.
به امر آگوستوس (اوگوستوس) هوراس منظومه‌ای در وزن هشت هجائی پرداخت که در آن همچون فیلسوفی دربارهٔ خدا، بشر و غیره سخن می‌گوید.
هوراس مضامینی در هنر شاعری فراهم و به صورت اندرز برای طالبان عرضه نمود و چنین گفته بود: «موضوعی را که درخور قدرت شما باشد انتخاب کنید، اما برحذر باشید که همچون آن کوه داستانی، پس از درد بسیار، موش نزائید کتاب دلخواه آنست که در آن واحد، آموزنده و سرگرمی‌آور باشد هر که چیز مفید را با چیز دلپذیر درآمیخته باشد، صدای احسنت را برخواهد آورد. از بکار بردن الفاظ جدید یا منسوخ یا بسیار طویل خودداری کنید. تا آن حد که بروشنی کلام برنخورد، سخن را به اختصار بگوئید، مستقیم و لب مطلب را بکاوید. هنگام سرودن شعر، مپندارید که احساس، کار همه چیز را انجام می‌دهد. راست است که اگر بخواهید خواننده احساسی را درک کند، شما خود باید آن احساس را درک کرده باشید، اگر بخواهی مرا دریابی نخست باید من خود همان را دریافته باشم. اما هنر ادراک نیست بلکه صورت و ظاهر است.
برای آنکه بتوانید صورت هنری را بیافرینید، آثار یونانیان را شبانه‌روز مطالعه کنید. تقریباً هر چه می‌نویسید پاک کنید، هر «پاره ارغوانی» (خودنمایانه) را قلم بزنید، اثر خود را به نقادان توانا بسپرید و از دوستان خود بپرهیزید. اگر از این خوان‌ها گذشت، هشت سال آن را به کناری نهید. اگر در آن هنگام فایده فراموشی را در نیافتید، آن را انتشار دهید، اما به یاد داشته باشید که جز به مرور زمان هرگز به یاد نخواهد آمد: اگر نمایشنامه می‌نویسید، بگذارید نفس نمایش و نه کلمات شما داستان را نقل و افراد نمایش را تصویر کند. صحنه‌های موحش را نمودار مسازید. از وحدت سه‌گانه عمل، زمان و مکان پیروی کنید. داستان یکی باشد و در مدتی کوتاه در یک محل اتفاق بیفتد. در زندگی و فلسفه مطالعه کنید، چون بدون مشاهده و درک سبک کامل هم چیزی میان تهی است.
هوراس از مشرب زنون پیروی می‌کرد. چنانچه خود گفته‌است «پس کیست که آزاد باشد؟» «خردمند، آنکه بر خود چیره باشد، آنکه نه مرگش بترساند، نه فقر نه کند و زنجیر، آنکه تمنیات خود را نهیب می‌زند، بلندپروازی را شماتت می‌کند و بخودی خود کامل است».
او با اینکه لامذهب بود مذهب را موعظه می‌کرد. در اواخر عمر به بیماری‌های گوناگون دچار شد و زندگی پررنجی داشت و در سال ۸ قبل از میلاد درگذشت.